# Via del Pavone
Via del Pavone è una strada dell'Oltrarno nel centro storico di Firenze, che va da un tratto senza sfondo (proteso verso il retro di una casa in borgo San Jacopo) a via dei Vellutini, incontrando circa a metà via dello Sprone. 

## Storia e descrizione
L'Ademollo e il Passerini ricordano alcune tracce di una famiglia Pavoni che abitò in Oltrarno, quali una squittinatura nella seconda metà del XIV secolo e un Jacopo Pavoni fu ucciso durante l'assedio di Firenze presso la Porta di San Pier Gattolino nel 1529. Ad essa o a una sua possibile arme parlante qui collocata dovrebbe risalire il nome della strada, così come anche il nome del Canto ai Quattro Pavoni all'angolo tra via Toscanella e via dello Sprone.
In ogni caso, nella Firenze granducale, si trovava "al Pagone" uno dei bordelli pubblici e la zona era malfamata, spesso abitata da prostitute e mezzani, come risulta dalle autorizzazioni concesse dal magistrato dell'Onestà e dai vari crimini registrati nelle carte dei Signori Otto. 
Oggi la strada mantiene il carattere appartato, con una carreggiata stretta, per lo più attraversata dai soli residenti e spesso usato per il parcheggio dei motorini. L'incrocio con via dello Sprone e il tratto senza sfondo verso verso borgo San Jacopo sono ravvivati da alcuni esercizi di ristorazione, che caratterizzano la vivace zona di piazza della Passera.